# Lesen!
Lesen! war eine deutsche Literatursendung von und mit Elke Heidenreich.

## Form und Inhalt
Die Literatursendung wurde von April 2003 bis September 2008 vom Zweiten Deutschen Fernsehen produziert und bald nach Beginn in der Kinderoper von Köln vor Publikum aufgezeichnet. Ab November 2008 wurde Lesen! monatlich in der Kölner Südstadt-Kneipe Backes hergestellt und im Internet beim Literaturportal litCOLONY veröffentlicht.
Elke Heidenreich stellte einmal pro Monat aktuelle Neuerscheinungen, aber auch wenig bekannte Klassiker und Hörbücher vor. Wegen der knappen Sendezeit von einer halben Stunde beschränkte sich Heidenreich auf Lese-Empfehlungen von etwa fünf bis sechs Büchern, die sie für wichtig und qualitativ hochwertig hielt, und verzichtete weitgehend auf eine detaillierte Literaturkritik. In jeder Sendung empfing sie einen prominenten Gast wie beispielsweise Marcel Reich-Ranicki, Joschka Fischer, Mario Adorf oder Cordula Stratmann, der ein Buch mitbrachte, über das in der Sendung gesprochen und aus dem darin vorgelesen wurde.
Lesen! hatte einen großen Einfluss auf den Büchermarkt, nach den Sendungen waren die jeweils besprochenen Bücher stark nachgefragt. Heidenreich schrieb diese Folge ihrer Glaubwürdigkeit zu, welche sie sich durch ihr jahrzehntelanges Engagement für gute Literatur erarbeitet hatte.

## Kontroverse um Programmqualität des ZDF
Heidenreich solidarisierte sich am 12. Oktober 2008 in der FAZ mit der Kritik Marcel Reich-Ranickis an der zunehmenden Vernachlässigung des Kulturauftrages des öffentlich-rechtlichen Fernsehens anlässlich der Verleihung des Deutschen Fernsehpreises 2008. Sie kritisierte in scharfer Weise die Programmqualität dieser Sender und des ZDF im Besonderen und stellte scheinbar ernstgemeint ihren Arbeitsvertrag zur Disposition. Tatsächlich bekräftigte sie in einem nachfolgenden FAZ-Artikel nach dem Ende der Frankfurter Buchmesse, wo sie viel Unterstützung und Zuspruch von Kollegen erhalten hatte, ihren Willen zur Weiterführung der Sendung. Seit über einem Jahr stand sie ergebnislos in Verhandlungen mit dem ZDF über einen besseren Sendetermin. Bei der Ehrung mit dem „Hans Bausch Mediapreis“ bedauerte sie nachträglich ihre Äußerungen, sie habe „das alles nicht so gemeint.“ Im Zusammenhang mit einer umstrittenen Zeitungswerbung für die Telekom-Tochter T-Home bestritt Reich-Ranicki, die Programmqualität als solche kritisiert zu haben, er hätte nur die Darbietungen am Abend der Preisverleihung gemeint. Sowohl Dieter Bohlen als auch Günter Grass hielten daraufhin Reich-Ranicki vor, dass er dasselbe tue, wie das, was er kritisiert hatte, nämlich wie auch Bohlen „Dreck“ als Dreck zu bezeichnen und mit einer Literatursendung zu unterhalten. Danach unterstellte Reich-Ranicki Heidenreich eine „Intrige“, die Laudatio auf ihn halten zu wollen, und nahm Moderator und Duzfreund Thomas Gottschalk vor ihrer Kritik in Schutz. Dagegen war aus ihrer Sicht diese Würdigung mit Reich-Ranicki abgesprochen und ein großzügiges und seltenes Angebot, was jedoch die Programmmacher brüsk abgelehnt hätten. Als Reich-Ranicki abstritt, die Programmqualität des Fernsehens an sich kritisiert zu haben, widersprach er sich dadurch selbst in ‚seiner‘ Zeitung, der FAZ.

## Absetzung der Sendung
Am nächsten Morgen nach diesen Beschuldigungen Reich-Ranickis kündigten am 23. Oktober 2008 der ZDF-Intendant Markus Schächter und Programmdirektor Thomas Bellut per E-Mail und Post den bestehenden Vertrag mit Heidenreich. Die beiden für 2008 noch ausstehenden Lesen!-Sendungen wurden ersatzlos aus dem Programmplan genommen. Obgleich sie bis auf Gottschalk keinen Mitarbeiter des ZDF persönlich verantwortlich machte, wurde die Kündigung ausschließlich auf der persönlichen Ebene begründet. Die Journalistin Bettina Röhl vermutete eine fehlende Sorgfaltspflicht bzw. „Fürsorgepflicht“ und mangelnde Beratung des FAZ-Mitherausgebers Frank Schirrmacher bei den beiden Angriffen von Heidenreich in der FAZ auf das ZDF. In einem Offenen Brief forderten 15 deutsche Verleger und Lektoren Schächter und Bellut auf, die Kündigung noch einmal zu überdenken und wieder rückgängig zu machen. Sie habe „die Diskussion über Bücher und Autoren in diesem Land durch die Sendung ‚Lesen!‘ befeuert“, und „einem breiten Publikum auf einzigartige Weise die Literatur nahegebracht“. Schächter ließ sich jedoch nicht mehr umstimmen und wies Heidenreich die alleinige Verantwortung für ihre Kündigung zu. Eine Journalistin behauptete bei einem Interview mit Reich-Ranicki in der Zeitschrift Cicero, die Verleger hätten in ihrem „Brandbrief“ das „heikle Argument“ bemüht, dass ihr „Weihnachtsgeschäft bedroht“ sei, was jedoch nicht der Fall ist. Ein anderes Beispiel einer Desinformation war die Behauptung, dass die Verleger „in schönster Offenheit“ Heidenreichs Literatursendung als „wichtige[n] Umsatzverstärker“ bezeichneten, was auch nicht den Tatsachen entspricht. Dies mache ihre Glaubwürdigkeit, ihre angeblich stärkste Eigenschaft, unglaubwürdig. Derselbe Journalist missbilligte darüber hinaus Heidenreichs beabsichtigte Fortsetzung von Lesen!, da sie zu Beginn des Jahres 2009 eine neue Stellung als Verlegerin bei der Verlagsgruppe Random House antreten würde, was jedoch erst für Herbst 2009 angekündigt worden war.
Reich-Ranicki zeigte Verständnis für die Kündigung Heidenreichs durch das ZDF und wollte überdies „dem ZDF behilflich sein“, „sofern sich der Sender an ihn wende“. Tatsächlich wollte Programmdirektor Bellut zunächst Reich-Ranicki um Hilfe bitten, einen Nachfolger oder Nachfolgerin für die von ihm abgesetzte Literatursendung zu suchen. Eine solche Anfrage seitens des ZDF sei dann doch nicht an ihn gestellt worden, wie er später äußerte. Die Nachfolgefrage bot vielen Zeitungsredaktionen Anlass zur Satire, dabei wurden auch Prominente vorgeschlagen, die nicht primär mit Literatur in Verbindung gebracht werden. Heidenreich selbst schlug den Rap-Sänger Bushido und den Boulevard-Star Dieter Bohlen als ihre Nachfolger vor, wodurch ein früherer Sendetermin beim ZDF endlich garantiert wäre. Während sie sich später wieder mit Gottschalk versöhnte, bezeichnete sie Reich-Ranicki als „Verräter, wenn er dann sagt, ich hätte mich miserabel benommen und das ZDF bei einer neuen Literatursendung berät.“ Reich-Ranicki eskalierte den Streit in der Zeitschrift Cicero (Dezember 2008), indem er sein vorheriges Lob zur Sendung wieder zurücknahm: „Das, was wir damals im ’Literarischen Quartett’ gemacht haben, fand auf einem anderen intellektuellen Niveau statt als die Heidenreich-Sendung“, die „halt eine Sendung für Frauen“ gewesen sei. Darauf angesprochen, erwiderte Heidenreich: „Über Marcel Reich-Ranicki ist gar kein Wort mehr zu verlieren, dieses Nachtreten, das müssen wir jetzt nicht mehr kommentieren.“ Sie räumte ein, dass ihre Kritik am ZDF „vielleicht zugegeben etwas zu krass“ gewesen war, doch bedauere sie diese nicht in der Sache. „Das ZDF ist einfach ein Sender mit ganz festgefahrenen Strukturen, wo seit Jahren dieselben Sachen zu denselben Zeiten laufen.“
Heidenreich hat danach mehrere Angebote von Fernsehsendern erhalten, darunter das Schweizer Fernsehen, ihre Sendung in derselben oder ähnlichen Weise fortzuführen.

## Lesen! im Internet
Entgegen den allgemeinen Spekulationen über den zukünftigen Fernsehsender als Heidenreichs neuem Arbeitgeber, überraschte Heidenreich durch ihre Ankündigung, von November 2008 an ihre Sendung allmonatlich neu ins Internet zu stellen. Immer in der ersten Woche eines Monats werde eine Sendung produziert und freigeschaltet, was der doppelten Anzahl von Sendungen entspreche wie zuvor beim ZDF. Damit wäre sie nicht mehr an einen spätabendlichen, festen Sendeplatz gebunden und die Sendung könne rund um die Uhr abgerufen werden.
Die Organisatoren des Kölner Literaturfestivals lit.Cologne hätten sie davon überzeugen können, diesen Schritt in ein neues Medium zu wagen, das Internet sei „das Medium der Zukunft“. Die Produzenten haben eine halbe Mio. Euro in das Literaturportal litCOLONY.de investiert. Nach dem Wunsche der Macher solle litCOLONY.de zum wichtigsten deutschen Literaturportal werden. Als weitere Autoren konnten u. a. bislang Roger Willemsen und Cordula Stratmann gewonnen werden. Das Portal sieht sich wie auch Heidenreich in erster Linie als ein „Vermittler zwischen Verlag und Leser, der mehr Durchblick in die Welt der unüberschaubar gewordenen Zahl von Neuerscheinungen bringen will.“ Insbesondere sollen auch wichtige Autoren kleiner Verlage vorgestellt werden. Der Aufzeichnungsort wechselte von der Kölner Kinderoper in Heidenreichs Stammkneipe Backes, die einen großen Zuspruch bei Künstlern und Gästen verzeichnet. Der erste Gast am neuen Drehort war Punksänger Campino.
Ende April 2009 wechselte Heidenreich erneut das Format und besprach seitdem in ihrer Bibliothek zu Hause eine einzige Publikation in etwa fünf Minuten als Buch der Woche. In einem Interview mit dem Bayerischen Rundfunk auf der Frankfurter Buchmesse 2009 gab Heidenreich ihren Rückzug aus der Internetsendung Lesen! zum Jahresende bekannt. Eine Fortsetzung in Gestalt einer anderen Literatursendung schloss sie jedoch nicht aus. In einem Gespräch mit hr2-kultur erklärte sie, dass ihr der Aufwand zur Vorbereitung der Sendungen zu groß geworden war. Um ein Buch empfehlen zu können, müsse sie etwa sieben Bücher lesen. Für die nächste Zeit zumindest wolle sie davon Abstand gewinnen.

## Kritik
- Der Literaturkritiker Reich-Ranicki gestand Heidenreich im Juli 2007 zu, dass das Publikum ihrem Urteil ein großes Vertrauen schenke – ungeachtet der dezidierten Subjektivität ihrer Buchempfehlungen.[37]
- „Glaubwürdigkeit. Das war die Formel ihres Erfolgs, die Grundlage von all dem, was die Sendung zur wirkungsvollsten Literatursendung gemacht hat, die das deutsche Fernsehen bislang gesehen hatte.“ Volker Weidermann, FAZ, 25. Oktober 2008[47]
- In dem Buch „Kaufen! statt Lesen!“[48] wirft der Herausgeber, Gunther Nickel, Elke Heidenreich vor, ihre Sendung könnte auch „Kaufen!“ heißen, ohne dass das der Sendung zugrunde liegende Konzept geändert werden müsste. Die Wirkung der Sendung bestehe jedenfalls darin, dass unmittelbar nach Ausstrahlung der Sendung der Verkauf der besprochenen Bücher sprunghaft ansteige.

## Episodenliste
Von 2003 bis 2008 wurden 37 Ausgaben Lesen! ausgestrahlt.
| Nr. | Gäste                 | Premiere D    |
| --- | --------------------- | ------------- |
| 1   | Harald Schmidt        | 29. Apr. 2003 |
| 2   | Marcel Reich-Ranicki  | 10. Juni 2003 |
| 3   | Margarethe von Trotta | 16. Sep. 2003 |
| 4   | Joschka Fischer       | 7. Okt. 2003  |
| 5   | Senta Berger          | 9. Dez. 2003  |
| 6   | Manuel Andrack        | 10. Feb. 2004 |
| 7   | Mario Adorf           | 16. März 2004 |
| 8   | Dietrich Grönemeyer   | 11. Mai 2004  |
| 9   | Michael Naumann       | 6. Juli 2004  |
| 10  | Roger Willemsen       | 14. Sep. 2004 |
| 11  | Reinhard Mey          | 12. Okt. 2004 |
| 12  | Maria Furtwängler     | 23. Nov. 2004 |
| 13  | Frank Schirrmacher    | 15. Feb. 2005 |
| 14  | Günther Jauch         | 12. Apr. 2005 |
| 15  | Cordula Stratmann     | 7. Juni 2005  |
| 16  | Iris Berben           | 6. Sep. 2005  |
| 17  | Giovanni di Lorenzo   | 4. Okt. 2005  |
| 18  | Ulrich Wickert        | 1. Nov. 2005  |
| 19  | Harald Schmidt        | 6. Dez. 2005  |
| 20  | Mariele Millowitsch   | 7. Feb. 2006  |
| 21  | Hellmuth Karasek      | 4. Apr. 2006  |
| 22  | Hape Kerkeling        | 6. Juni 2006  |
| 23  | Doris Dörrie          | 19. Sep. 2006 |
| 24  | Claus Kleber          | 17. Okt. 2006 |
| 25  | Jan Josef Liefers     | 21. Nov. 2006 |
| 26  | Monica Bleibtreu      | 19. Jan. 2007 |
| 27  | Maybrit Illner        | 9. März 2007  |
| 28  | Anke Engelke          | 11. Mai 2007  |
| 29  | Nike Wagner           | 26. Juni 2007 |
| 30  | Dieter Hildebrandt    | 7. Sep. 2007  |
| 31  | André Heller          | 26. Okt. 2007 |
| 32  | Alice Schwarzer       | 7. Dez. 2007  |
| 33  | Ulrike Kriener        | 25. Jan. 2008 |
| 34  | Hanns Zischler        | 7. März 2008  |
| 35  | Claus Peymann         | 1. Mai 2008   |
| 36  | Götz Alsmann          | 4. Juli 2008  |
| 37  | Christian Brückner    | 5. Sep. 2008  |